# Макги, Американ
Аме́рикан Джеймс Макги́ (англ. American James McGee; 13 декабря 1972 года, Даллас, Техас, США) — американский геймдизайнер, известный по участию в разработке игр из серий Doom и Quake, а также по созданию American McGee's Alice и Alice: Madness Returns.

## Биография

### Ранние годы
Американ Макги родился 13 декабря 1972 года в Далласе (Техас). Учился в средней школе имени Вудро Вильсона (Woodrow Wilson High School).
По поводу своего имени (англ. American — американец) отвечает, что так его назвала мать:

Самый частый вопрос, который мне задают лично и по электронной почте: «Американ — твоё настоящее имя?» Ответ: да, так меня назвала моя мать. Она утверждает, что имя было навеяно ей знакомой по колледжу, которая назвала свою дочь «Америкой». Ещё она говорит, что подумывала назвать меня «Обнард». Моя мать всегда была весьма эксцентричной и творческой личностью.
Оригинальный текст (англ.)The question I get most often in life and in email is, "Is American your real name?" The answer is: Yes, my mother named me that. She claims a woman she knew in college, who named her daughter "America", inspired the name. She also tells me that she was thinking of naming me "Obnard". She was and always has been a very eccentric and creative person.
— Американ Макги
В возрасте одиннадцати лет Американ получил свой первый компьютер от родного дяди Дж. О. Макги. На этом компьютере Макги впервые опробовал процессы программирования, изучая BASIC. Когда Американу исполнилось шестнадцать лет, школьные годы закончились, и надо было зарабатывать на жизнь.

Я вернулся домой, и он оказался совершенно пуст. Мать и отчим съехали. Так что я был предоставлен самому себе.
Оригинальный текст (англ.)I came home to a completely empty house. My mother and stepfather were gone. So I was out on my own.
— Американ Макги
Макги работал посудомойщиком, шлифовальщиком колец в ювелирной мастерской, принимал заказы в музыкальном магазине. В дальнейшем, работая в автомастерской, Американ успевал писать программные приложения для инвентаризации и отслеживания заявок клиентов.

### Начало карьеры в id Software
В 1992 году Американ Макги стал соседом и вскоре подружился с Джоном Кармаком, программистом и сооснователем id Software. Кармак предложил Американу работу в технической поддержке. В 1993 году Макги получил должность дизайнера игровых уровней и музыкального менеджера. На новой должности он создавал облик игровых ландшафтов для игр Doom, Quake и Quake II.

### Работа в Electronic Arts
В 1998 году Американ Макги получил должность креативного директора в Electronic Arts — одной из самых крупных компаний в индустрии разработки компьютерных игр. Здесь Американ начал работу над своей собственной компьютерной игрой American McGee's Alice. Игра была выпущена в 2000 году, укрепила его известность как автора компьютерных игр и принесла множество положительных отзывов со стороны критиков.

### Собственные проекты
После выпуска American McGee’s Alice Американ ушёл из Electronic Arts и в 2003 году организовал собственную компанию The Mauretania Import Export Company. Кроме того, вместе с компанией Carbon 6 он начал прорабатывать концепции American McGee's Oz и первый вариант игры по мотивам сказок братьев Гримм. Компания пыталась сотрудничать с кинопродюсерами и производителями игрушек, но через некоторое время все проекты были заморожены.
В 2004 году была выпущена игра Scrapland, над которой Американ Макги работал совместно с Enlight Software.
В 2006 году была выпущена игра Bad Day L.A., получившая довольно низкие оценки игровой критики.
В 2007 году Американ основал в Шанхае студию Spicy Horse. В 2008 году студия начала серию игр American McGee's Grimm для онлайн-сервиса GameTap. В 2009 году Американ открыл дочернюю компанию Spicy Pony, нацеленную на разработку игр для iPhone. Первой игрой, выпущенной компанией стала DexIQ, вышедшая в 2009 году. В 2010 году для iPhone была выпущена новая игра — American McGee's Crooked House.
В 2011 году вышло продолжение «American McGee's Alice» — «Alice: Madness Returns».

## Игры, созданные при участии Американа Макги
| Год  | Название игры                                 | Компания-издатель            | Должность Макги                                              |
| ---- | --------------------------------------------- | ---------------------------- | ------------------------------------------------------------ |
| 1992 | Wolfenstein 3D                                | Atari                        | тестер                                                       |
| 1993 | Doom                                          | Sega                         | дизайнер уровней                                             |
| 1995 | Doom II: Hell on Earth                        | id Software                  | дизайнер уровней                                             |
| 1995 | The Ultimate Doom                             | GT Interactive               | дизайнер уровней                                             |
| 1995 | Doom                                          | WMS Industries               | тестер                                                       |
| 1996 | Quake                                         | id Software                  | дизайнер уровней, саунд-дизайнер, программист инструментария |
| 1996 | H!Zone                                        | WizardWorks Software         | сопродюсер                                                   |
| 1996 | Hexen: Beyond Heretic                         | GT Interactive               | сопродюсер                                                   |
| 1996 | Final Doom                                    | id Software, Atari           | дизайнер уровней                                             |
| 1997 | Quake Mission Pack 1: Scourge of Armagon      | id Software                  | дизайнер уровней                                             |
| 1997 | Quake Mission Pack 2: Dissolution of Eternity | id Software                  | дизайнер уровней                                             |
| 1997 | Quake II                                      | Activision                   | дизайнер уровней, саунд-дизайнер, программист инструментария |
| 1997 | Doom 64                                       | Midway Games                 | дизайнер уровней                                             |
| 1998 | Dominion: Storm Over Gift 3                   | Eidos Interactive            | саунд-дизайнер                                               |
| 2000 | Timeline                                      | Eidos Interactive            | содизайнер, сосценарист                                      |
| 2000 | American McGee's Alice                        | Electronic Arts              | творческий директор, сосценарист, дизайнер                   |
| 2004 | Scrapland                                     | Enlight                      | продюсер                                                     |
| 2006 | Bad Day L.A.                                  | Enlight                      | творческий директор, сценарист, содизайнер                   |
| 2008 | American McGee's Grimm                        | Turner Broadcasting System   | лидер проекта, творческий директор, сосценарист, содизайнер  |
| 2009 | DexIQ                                         | Spicy Horse                  | лидер проекта, творческий директор                           |
| 2011 | Alice: Madness Returns                        | Spicy Horse, Electronic Arts | творческий директор, сосценарист, дизайнер                   |
| 2012 | BigHead Bash                                  | Spicy Horse                  |                                                              |
| 2012 | Crazy Fairies                                 | Spicy Horse                  |                                                              |
| 2012 | Akaneiro: Demon Hunters                       | Spicy Horse                  |                                                              |